# جام حذفی فوتبال استرالیا
جام حذفی فوتبال استرالیا (انگلیسی: Australia Cup)، که قبلاً تا فصل ۲۰۲۱ با نام FFA Cup شناخته می‌شد، رقابت‌های ملی جام حذفی فوتبال در استرالیا است. این مسابقه سالانه توسط فدراسیون فوتبال استرالیا برگزار می‌شود.
جام حذفی استرالیا شامل تیم‌هایی از لیگ برتر مردان، ای-لیگ و همچنین تیم‌هایی از رده‌های پایین‌تر در سیستم لیگ فوتبال استرالیا است. تیم‌ها در مراحل صعودی وارد می‌شوند که دوره‌های مقدماتی با رقابت‌های مناسب به اوج خود می‌رسد و با دور ۳۲ شروع می‌شود. به هر عضو فدراسیون مستقر در ایالت، تیمی برای ورود به رقابت اصلی و پیوستن به باشگاه‌های ای-لیگ اعطا می‌شود. در ابتدا تمام تیم‌های ای-لیگ در دور ۳۲ وارد می‌شدند؛ در پی آخرین گسترش لیگ، هشت تیم برتر در دور ۳۲ وارد می‌شوند، در حالی که پلی‌آف‌ها بین چهار تیم پایین رتبه برای دو جایگاه نهایی برای صعود انجام می‌شود.
از سال ۲۰۲۱ به بعد برنده این رقابت‌ها نیز واجد شرایط یکی از مکان‌های پلی‌آف برای مسابقات باشگاهی سال بعد کنفدراسیون فوتبال آسیا است.
از آنجا که سیستم لیگ فوتبال استرالیا در حال‌حاضر هیچ مکانیزم صعود و سقوطی بین سطوح اول و پایین‌تر فوتبال فراهم نمی‌کند، بخشی از جذابیت این رقابت‌ها ناشی از این واقعیت است که این تنها راهی است که باشگاه‌های ای-لیگ و باشگاه‌های رده پایین‌تر در حال‌حاضر می‌توانند مسابقات رقابتی رسمی انجام دهند.
آدلاید یونایتد موفق‌ترین تیم با سه عنوان قهرمانی است. مکارثر پس از شکست دادن تیم فوتبال سیدنی یونایتد ۵۸ در فینال سال ۲۰۲۲ مدافع عنوان قهرمانی است.

## جایزه
در پایان فینال، تیم برنده جایزه‌ای دریافت می‌کند که به «FFA Cup Trophy» معروف است و تا فینال سال بعد آن را در اختیار خواهد داشت.
این جایزه یک جام بزرگ سبک سنتی است با شباهتی عمدی به جایزه تاریخی جام استرالیا که از سال ۱۹۶۲ تا ۱۹۶۸ اجرا می‌شد. خود جام از برنج‌های نقره‌ای ساخته شده‌است که با طلای ۲۴ عیار و نقره استرلینگ آبکاری شده‌است. دارای دو دسته‌است که در هر کدام نشان فدراسیون فوتبال استرالیا در گوشه‌های داخل حکاکی شده‌است. همچنین بر روی جام، طراحی جام و کلمات FFA Cup نوشته شده‌است. این جایزه دارای دو توپ فوتبال است که یکی به‌عنوان پایه جام و دیگری به‌عنوان سر، در بالای جام قرار دارد.

## اسپانسری
در فصل افتتاحیه این مسابقات، جام اف‌اف‌اِی به یک شریک رسمی حق نام‌گذاری پیوست. در سال ۲۰۱۴ گروه وستفیلد به‌عنوان اسپانسر سه فصل اول مسابقات جام اعلام شد که به‌خاطر مقاصد تجاری به‌عنوان «جام اف‌اف‌اِی وستفیلد» شناخته می‌شود.
بین سال های ۲۰۱۴ تا ۲۰۱۶، آمبرو توپ‌های مسابقه را برای تمام مسابقات جام اف‌اف‌اِی عرضه کرد. توپ مسابقه جام اف‌اف‌اِی، آمبرو نئو ۱۵۰ الیت، به‌طور ویژه برای این رقابت‌ها طراحی شده‌بود. بین سال‌های ۲۰۱۷ تا ۲۰۱۹ میتره اسپورتس، میتره دلتا هایپرسیم را به عنوان توپ مسابقه رسمی جام اف‌اف‌اِی پس از رای‌گیری عمومی برای انتخاب بین سه طرح توپ جایگزین تأمین کرد. پس از لغو رقابت‌های سال ۲۰۲۰، میتره اسپورتس، میتره دلتا مكس را برای جام اف‌اف‌اِی ۲۰۲۱ معرفی کرد.

## پوشش رسانه‌ای
در فصل اول این مسابقات، ۱۰ مسابقه به صورت زنده از شبکه فاکس اسپورتس پخش شد. در سال ۲۰۱۴ پس از قراردادی سه فصلی با ۱۰ اسپورتس در سطح بین‌المللی چندین مسابقه جام اف‌اف‌اِی به صورت زنده در کشورهای جنوب آسیا پخش شد، مانند: افغانستان، بنگلادش، بوتان، هند، مالدیو، نپال، پاکستان و سری لانکا.
در سال‌های ۲۰۱۵ و ۲۰۱۶ فاکس اسپورتس تمام بازی‌های بدون پخش زنده را از طریق خدمات آنلاین خود به صورت زنده پخش کرد.
از سال ۲۰۱۷ به بعد، ۵ مسابقه جام اف‌اف‌اِی (از یک چهارم‌نهایی) به صورت زنده توسط بی‌ان اسپورت در کشورهای آسیا و اقیانوسیه پخش شد، مانند: برونئی، هنگ کنگ، اندونزی، مالزی، فیلیپین، سنگاپور و تایلند. ۷ مسابقه جام اف‌اف‌اِی به صورت زنده توسط بی‌تی اسپورت در بریتانیا و جمهوری ایرلند پخش شد.
از سال ۲۰۱۸ قرار بود دست‌کم ۱ مسابقه جام اف‌اف‌اِی در هر دور به صورت زنده توسط ای‌اس‌پی‌ان پلاس در آمریکا و در کشورهای دیگر که حق پخش در آن‌ها فروخته نمی‌شد پخش شود؛ بیشتر مسابقات به صورت زنده توسط یوتیوب از طریق کانال فوتبال من پخش می‌شد.
در سال ۲۰۱۷ ای‌بی‌سی حق پخش رادیو را برای مسابقات جام اف‌اف‌اِی از جمله فینال دریافت کرد.
در سال ۲۰۲۱ شبکه ۱۰ و پارامونت پلاس حق پخش تلویزیون را تا ۵ سال آینده به‌دست آورد که شامل بازی‌های دور ۳۲ جام حذفی استرالیا/جام اف‌اف‌اِی تا فینال بود.

### پخش‌کنندگان فعلی
| منطقه | شبکه           | Ref. |
| --- | -------------- | ---- |
| استرالیا | شبکه ۱۰        |      |
| استرالیا | پارامونت پلاس  |      |
| اتریش | اسپورت‌دیجیتال  |      |
| بلیز | ای‌اس‌پی‌ان       |      |
| کانادا | تی‌اس‌ان         |      |
| چین | کی‌بال          |      |
| آلمان | اسپورت‌دیجیتال  |      |
| گویان | ای‌اس‌پی‌ان       |      |
| هنگ کنگ | MYTV Super     |      |
| جامائیکا | ای‌اس‌پی‌ان       |      |
| میانمار | اسکای‌نت        |      |
| نیوزیلند | Whakaata Māori |      |
| نیوزیلند | ای‌اس‌پی‌ان       |      |
| سورینام | ای‌اس‌پی‌ان       |      |
| سوئیس | اسپورت‌دیجیتال  |      |
| آمریکا | ای‌اس‌پی‌ان       |      |
| ویتنام | VIEON          |      |
| جنوب شرق آسیا | بی‌ان اسپورت    |      |
| جزایر اقیانوس آرام | Pasifika TV    |      |
| آمریکای لاتین آرژانتین · آروبا · بولیوی · بونیر · برزیل · شیلی · کلمبیا · کاستاریکا · کوبا · کوراسائو · جمهوری دومینیکن · اکوادور · السالوادور · گویان فرانسه · جزیره گوادلوپ · گواتمالا · هائیتی · هندوراس · مارتینیک · مکزیک · نیکاراگوئه · پاناما · پاراگوئه · پرو · پورتوریکو · سنت بارثلمی · سنت مارتین · اروگوئه · ونزوئلا | ای‌اس‌پی‌ان       |      |
| کارائیب | فلو اسپورتس    |      |
| جزایر بریتانیا بریتانیای کبیر ایرلند | بی‌تی اسپورتس   |      |

## فینال‌ها
| فصل  | قهرمان                                                | نتیجه                                                 | نایب قهرمان                                           | محل برگزاری                                           | تعداد تماشاگر                                         | راهیابی به                                            |
| ---- | ----------------------------------------------------- | ----------------------------------------------------- | ----------------------------------------------------- | ----------------------------------------------------- | ----------------------------------------------------- | ----------------------------------------------------- |
| ۲۰۱۴ | آدلاید یونایتد                                        | ۱–۰                                                   | پرث گلوری                                             | ورزشگاه کوپرز                                         | ۱۶،۱۴۲                                                | —                                                     |
| ۲۰۱۵ | ملبورن ویکتوری                                        | ۲–۰                                                   | پرث گلوری                                             | ورزشگاه مستطیلی ملبورن                                | ۱۵،۰۹۸                                                | —                                                     |
| ۲۰۱۶ | ملبورن سیتی                                           | ۱–۰                                                   | سیدنی                                                 | ورزشگاه مستطیلی ملبورن                                | ۱۸،۷۵۱                                                | —                                                     |
| ۲۰۱۷ | سیدنی                                                 | ۲–۱                                                   | آدلاید یونایتد                                        | ورزشگاه فوتبال سیدنی                                  | ۱۳،۴۲۵                                                | —                                                     |
| ۲۰۱۸ | آدلاید یونایتد                                        | ۲–۱                                                   | سیدنی                                                 | ورزشگاه کوپرز                                         | ۱۴،۴۴۸                                                | —                                                     |
| ۲۰۱۹ | آدلاید یونایتد                                        | ۴–۰                                                   | ملبورن سیتی                                           | ورزشگاه کوپرز                                         | ۱۴،۹۲۰                                                | —                                                     |
| ۲۰۲۰ | مسابقات به دلیل همه‌گیری کووید ۱۹ در استرالیا لغو شدند | مسابقات به دلیل همه‌گیری کووید ۱۹ در استرالیا لغو شدند | مسابقات به دلیل همه‌گیری کووید ۱۹ در استرالیا لغو شدند | مسابقات به دلیل همه‌گیری کووید ۱۹ در استرالیا لغو شدند | مسابقات به دلیل همه‌گیری کووید ۱۹ در استرالیا لغو شدند | مسابقات به دلیل همه‌گیری کووید ۱۹ در استرالیا لغو شدند |
| ۲۰۲۱ | ملبورن ویکتوری                                        | ۲–۱                                                   | سنترال کوئست مارینرز                                  | ورزشگاه مستطیلی ملبورن                                | ۱۵،۳۴۳                                                | لیگ قهرمانان آسیا ۲۰۲۲ دور پلی‌آف                      |
| ۲۰۲۲ | مکارثر                                                | ۲–۰                                                   | سیدنی یونایتد ۵۸                                      | ورزشگاه وسترن سیدنی                                   | ۱۶،۴۶۱                                                | ای‌اف‌سی کاپ ۲۴–۲۰۲۳ مرحلهٔ گروهی                        |

## افتخارات فردی

### بهترین بازیکن زمین
| سال  | بازیکن             | باشگاه                           | منبع ‌  |
| ---- | ------------------ | -------------------------------- | ------ |
| ۲۰۱۴ | سرخیو چیریو        | آدلاید یونایتد                   | [ ۱۸ ] |
| ۲۰۱۵ | کوستا بارباروسز    | ملبورن سیتی                      | [ ۱۹ ] |
| ۲۰۱۶ | برونو فورنارولی    | ملبورن سیتی                      | [ ۲۰ ] |
| ۲۰۱۷ | آدریان میژیفسکی    | سیدنی                            | [ ۲۱ ] |
| ۲۰۱۸ | کریگ گودوین        | آدلاید یونایتد                   | [ ۲۲ ] |
| ۲۰۱۹ | ال حسن توره        | آدلاید یونایتد                   | [ ۲۳ ] |
| ۲۰۲۰ | داده‌نشد            | داده‌نشد                          |        |
| ۲۰۲۱ | جیک بریمر کای رولز | ملبورن سیتی سنترال کوئست مارینرز | [ ۲۴ ] |
| ۲۰۲۲ | اولیسس داویلا      | مکارثر                           | [ ۲۵ ] |